# Élections cantonales de 1970 dans le Finistère
Les élections cantonales françaises de 1970 ont eu lieu les 8 et 15 mars 1970.

## Contexte départemental

### Assemblée départementale sortante
| Parti                                            | Sigle | Élus |
| ------------------------------------------------ | ----- | ---- |
| Majorité (26 sièges)                             |       |      |
| Centre démocrate                                 | CD    | 20   |
| Centre national des indépendants et paysans      | CNIP  | 3    |
| Parti républicain, radical et radical-socialiste | Rad.  | 3    |
| Gauche (9 sièges)                                |       |      |
| Parti socialiste                                 | PS    | 4    |
| Parti socialiste unifié                          | PSU   | 3    |
| Parti communiste français                        | PCF   | 2    |
| Opposition gaulliste (8 sièges)                  |       |      |
| Républicains indépendants                        | RI    | 3    |
| Union des démocrates pour la République          | UDR   | 3    |
| Centre démocratie et progrès                     | CDP   | 2    |
| Président du conseil général                     |       |      |
| André Colin (CD)                                 |       |      |

## Résultats à l’échelle du département

### Résultats en nombre de sièges
| Parti | Sièges mis en jeu | Élus | Évolution |
| ----- | ----------------- | ---- | --------- |
| PS    | 1                 | 3    | +2        |
| PSU   | 2                 | 1    | -1        |
| PCF   | 2                 | 3    | +1        |
| PR    | 2                 | 2    | =         |
| CD    | 11                | 8    | -3        |
| RI    | 2                 | 2    | =         |
| UDR   | 2                 | 3    | +1        |

### Assemblée départementale élue
| Parti                                            | Sigle | Élus |
| ------------------------------------------------ | ----- | ---- |
| Majorité (23 sièges)                             |       |      |
| Centre démocrate                                 | CD    | 17   |
| Centre national des indépendants et paysans      | CNIP  | 3    |
| Parti républicain, radical et radical-socialiste | Rad.  | 3    |
| Gauche (11 sièges)                               |       |      |
| Parti socialiste                                 | PS    | 6    |
| Parti communiste français                        | PCF   | 3    |
| Parti socialiste unifié                          | PSU   | 2    |
| Opposition gaulliste (9 sièges)                  |       |      |
| Union des démocrates pour la République          | UDR   | 4    |
| Républicains indépendants                        | RI    | 3    |
| Centre démocratie et progrès                     | CDP   | 2    |
| Président du conseil général                     |       |      |
| André Colin (CD)                                 |       |      |

## Résultats par canton

### Canton de Brest-1
| Candidats | Candidats          | Étiquette | Premier tour | Premier tour | Second tour | Second tour |
| Candidats | Candidats          | Étiquette | Voix         | %            | Voix        | %           |
| --------- | ------------------ | --------- | ------------ | ------------ | ----------- | ----------- |
|           | Michel de Bennetot | UDR       | 2 185        | 33,51        | 3 003       | 42,85       |
|           | Louise Le Roux *   | CD        | 1 623        | 24,89        | 2 618       | 37,35       |
|           | Louis Aminot       | PCF       | 948          | 14,54        | 1 350       | 19,26       |
|           | Victor de Cadenet  | App.RI    | 846          | 12,97        |             |             |
|           | Francis Le Blé     | PS        | 777          | 11,92        |             |             |
|           | Hubert Pouliquen   | CNIP      | 100          | 1,53         |             |             |
|           | Marcel Galopin     | CNIP      | 42           | 0,64         | 38          | 0,54        |
|           |                    |           |              |              |             |             |
| Inscrits  | Inscrits           | Inscrits  | 14 341       | 100,00       | 14 341      | 100,00      |
| Votants   | Votants            | Votants   | 6 567        | 45,79        | 7 094       | 49,47       |
| Exprimés  | Exprimés           | Exprimés  | 6 521        | 99,30        | 7 009       | 98,80       |

*sortant

### Canton de Briec
| Candidats | Candidats        | Étiquette | Premier tour | Premier tour |
| Candidats | Candidats        | Étiquette | Voix         | %            |
| --------- | ---------------- | --------- | ------------ | ------------ |
|           | Pierre Stéphan * | CD        | 3 397        | 90,60        |
|           | Théodore Le Coz  | PCF       | 349          | 9,40         |
|           |                  |           |              |              |
| Inscrits  | Inscrits         | Inscrits  | 5 323        | 100,00       |
| Votants   | Votants          | Votants   | 3 923        | 73,70        |
| Exprimés  | Exprimés         | Exprimés  | 3 746        | 95,49        |

*sortant

### Canton de Châteaulin
| Candidats | Candidats                   | Étiquette | Premier tour | Premier tour |
| Candidats | Candidats                   | Étiquette | Voix         | %            |
| --------- | --------------------------- | --------- | ------------ | ------------ |
|           | Édouard Le Jeune *          | CD        | 5 294        | 60,97        |
|           | Jacques Le Guyader Desprées | CDP       | 2 314        | 26,65        |
|           | André Houillon              | PCF       | 1 075        | 12,38        |
|           |                             |           |              |              |
| Inscrits  | Inscrits                    | Inscrits  | 11 544       | 100,00       |
| Votants   | Votants                     | Votants   | 8 784        | 76,09        |
| Exprimés  | Exprimés                    | Exprimés  | 8 683        | 98,85        |

*sortant

### Canton de Châteauneuf-du-Faou
| Candidats | Candidats       | Étiquette | Premier tour | Premier tour | Second tour | Second tour |
| Candidats | Candidats       | Étiquette | Voix         | %            | Voix        | %           |
| --------- | --------------- | --------- | ------------ | ------------ | ----------- | ----------- |
|           | Louis Hémery *  | PCF       | 2 727        | 36,86        | 4 236       | 51,87       |
|           | Georges Le Meur | CD        | 1 377        | 18,61        | 3 930       | 48,13       |
|           | Jean Hourmant   | CNIP      | 1 300        | 17,57        |             |             |
|           | Michel Hémery   | CD        | 1 187        | 16,05        |             |             |
|           | Renée Delaporte | EXD       | 807          | 10,91        |             |             |
|           |                 |           |              |              |             |             |
| Inscrits  | Inscrits        | Inscrits  | 11 390       | 100,00       | 11 386      | 100,00      |
| Votants   | Votants         | Votants   | 7 465        | 65,54        | 8 204       | 72,05       |
| Exprimés  | Exprimés        | Exprimés  | 7 398        | 99,10        | 8 166       | 99,54       |

*sortant

### Canton de Douarnenez
| Candidats | Candidats         | Étiquette | Premier tour | Premier tour | Second tour | Second tour |
| Candidats | Candidats         | Étiquette | Voix         | %            | Voix        | %           |
| --------- | ----------------- | --------- | ------------ | ------------ | ----------- | ----------- |
|           | Michel Mazéas     | PCF       | 4 456        | 39,85        | 5 617       | 47,63       |
|           | Jean-Louis Tymen* | CD        | 4 168        | 37,27        | 6 177       | 52,37       |
|           | Marcel Le Gouill  | UDR       | 2 559        | 22,88        |             |             |
|           |                   |           |              |              |             |             |
| Inscrits  | Inscrits          | Inscrits  | 17 747       | 100,00       | 17 744      | 100,00      |
| Votants   | Votants           | Votants   | 11 311       | 63,74        | 11 996      | 67,61       |
| Exprimés  | Exprimés          | Exprimés  | 11 183       | 98,87        | 11 794      | 98,32       |

*sortant

### Canton du Faou
| Candidats | Candidats       | Étiquette | Premier tour | Premier tour |
| Candidats | Candidats       | Étiquette | Voix         | %            |
| --------- | --------------- | --------- | ------------ | ------------ |
|           | Suzanne Ploux * | UDR       | 2 284        | 63,13        |
|           | André Le Roy    | CD        | 719          | 19,87        |
|           | Pierre Sizun    | PCF       | 615          | 17,00        |
|           |                 |           |              |              |
| Inscrits  | Inscrits        | Inscrits  | 5 181        | 100,00       |
| Votants   | Votants         | Votants   | 3 699        | 71,40        |
| Exprimés  | Exprimés        | Exprimés  | 3 618        | 97,81        |

*sortant

### Canton d'Huelgoat
| Candidats | Candidats         | Étiquette    | Premier tour | Premier tour |
| Candidats | Candidats         | Étiquette    | Voix         | %            |
| --------- | ----------------- | ------------ | ------------ | ------------ |
|           | Alphonse Penven * | PCF          | 3 043        | 81,74        |
|           | Ned Urvoas        | EXD (ex MOB) | 680          | 18,26        |
|           |                   |              |              |              |
| Inscrits  | Inscrits          | Inscrits     | 5 845        | 100,00       |
| Votants   | Votants           | Votants      | 3 960        | 67,75        |
| Exprimés  | Exprimés          | Exprimés     | 3 723        | 94,02        |

*sortant

### Canton de Landerneau
| Candidats | Candidats             | Étiquette | Premier tour | Premier tour |
| Candidats | Candidats             | Étiquette | Voix         | %            |
| --------- | --------------------- | --------- | ------------ | ------------ |
|           | Théophile Le Borgne * | RI        | 9 630        | 68,68        |
|           | Jean Poullaouec       | PS        | 2 457        | 17,52        |
|           | Guy Liziar            | PCF       | 1 935        | 13,80        |
|           |                       |           |              |              |
| Inscrits  | Inscrits              | Inscrits  | 21 632       | 100,00       |
| Votants   | Votants               | Votants   | 14 261       | 65,93        |
| Exprimés  | Exprimés              | Exprimés  | 14 022       | 98,32        |

*sortant

### Canton de Landivisiau
| Candidats | Candidats          | Étiquette | Premier tour | Premier tour |
| Candidats | Candidats          | Étiquette | Voix         | %            |
| --------- | ------------------ | --------- | ------------ | ------------ |
|           | Yves Cabioch *     | CD        | 4 265        | 65,88        |
|           | Emmanuel Pouliquen | App.UDR   | 1 182        | 18,26        |
|           | Albert Crenn       | UDR       | 728          | 11,24        |
|           | Michel Boisseau    | PCF       | 299          | 4,62         |
|           |                    |           |              |              |
| Inscrits  | Inscrits           | Inscrits  | 8 348        | 100,00       |
| Votants   | Votants            | Votants   | 6 518        | 78,08        |
| Exprimés  | Exprimés           | Exprimés  | 6 474        | 99,33        |

*sortant

### Canton de Lesneven
| Candidats | Candidats        | Étiquette | Premier tour | Premier tour |
| Candidats | Candidats        | Étiquette | Voix         | %            |
| --------- | ---------------- | --------- | ------------ | ------------ |
|           | Étienne Airiau * | RI        | 8 568        | 94,58        |
|           | Pierre Cauzien   | PCF       | 491          | 5,42         |
|           |                  |           |              |              |
| Inscrits  | Inscrits         | Inscrits  | 12 919       | 100,00       |
| Votants   | Votants          | Votants   | 9 295        | 71,95        |
| Exprimés  | Exprimés         | Exprimés  | 9 059        | 97,46        |

*sortant

### Canton de Morlaix
| Candidats | Candidats          | Étiquette | Premier tour | Premier tour | Second tour | Second tour |
| Candidats | Candidats          | Étiquette | Voix         | %            | Voix        | %           |
| --------- | ------------------ | --------- | ------------ | ------------ | ----------- | ----------- |
|           | Roger Prat *       | PSU       | 3 718        | 39,81        | 6 037       | 59,61       |
|           | Ferdinand Le Graët | CD        | 2 372        | 25,40        | 4 090       | 40,39       |
|           | Émile Le Foll      | PCF       | 1 462        | 15,65        |             |             |
|           | Léon Kerlo         | App.UDR   | 1 382        | 14,80        |             |             |
|           | Jules Destables    | PS        | 406          | 4,35         |             |             |
|           |                    |           |              |              |             |             |
| Inscrits  | Inscrits           | Inscrits  | 15 325       | 100,00       | 15 325      | 100,00      |
| Votants   | Votants            | Votants   | 9 521        | 62,13        | 10 348      | 67,52       |
| Exprimés  | Exprimés           | Exprimés  | 9 340        | 98,10        | 10 127      | 97,86       |

*sortant

### Canton d'Ouessant
André Colin (CD), président du Conseil Général depuis 1964 est réélu.
| Candidats | Candidats       | Étiquette | Premier tour | Premier tour |
| Candidats | Candidats       | Étiquette | Voix         | %            |
| --------- | --------------- | --------- | ------------ | ------------ |
|           | André Colin *   | CD        | 573          | 62,22        |
|           | Joseph Le Bail  | UDT       | 331          | 35,94        |
|           | Benjamin Manach | PCF       | 17           | 1,85         |
|           |                 |           |              |              |
| Inscrits  | Inscrits        | Inscrits  | 1 241        | 100,00       |
| Votants   | Votants         | Votants   | 935          | 75,34        |
| Exprimés  | Exprimés        | Exprimés  | 921          | 98,50        |

*sortant

### Canton de Plogastel-Saint-Germain
| Candidats | Candidats       | Étiquette | Premier tour | Premier tour | Second tour | Second tour |
| Candidats | Candidats       | Étiquette | Voix         | %            | Voix        | %           |
| --------- | --------------- | --------- | ------------ | ------------ | ----------- | ----------- |
|           | Armand Pavec *  | CD        | 3 513        | 42,36        | 5 138       | 58,97       |
|           | Alfred Jolivet  | PS        | 2 395        | 28,88        | 3 575       | 41,03       |
|           | Jean Perhirin   | App.UDR   | 1 512        | 18,23        |             |             |
|           | Albert Trividic | PCF       | 874          | 10,54        |             |             |
|           |                 |           |              |              |             |             |
| Inscrits  | Inscrits        | Inscrits  | 12 470       | 100,00       | 12 470      | 100,00      |
| Votants   | Votants         | Votants   | 8 384        | 67,23        | 8 803       | 70,59       |
| Exprimés  | Exprimés        | Exprimés  | 8 294        | 98,93        | 8 713       | 98,98       |

*sortant

### Canton de Ploudiry
| Candidats | Candidats         | Étiquette | Premier tour | Premier tour |
| Candidats | Candidats         | Étiquette | Voix         | %            |
| --------- | ----------------- | --------- | ------------ | ------------ |
|           | Pierre Abéguilé * | CD        | 1 641        | 87,01        |
|           | Jean Quéré        | PCF       | 245          | 12,99        |
|           |                   |           |              |              |
| Inscrits  | Inscrits          | Inscrits  | 2 641        | 100,00       |
| Votants   | Votants           | Votants   | 1 984        | 75,12        |
| Exprimés  | Exprimés          | Exprimés  | 1 886        | 95,06        |

*sortant

### Canton de Plouigneau
| Candidats | Candidats       | Étiquette | Premier tour | Premier tour | Second tour | Second tour |
| Candidats | Candidats       | Étiquette | Voix         | %            | Voix        | %           |
| --------- | --------------- | --------- | ------------ | ------------ | ----------- | ----------- |
|           | Édouard Rolland | App.UDR   | 1 575        | 35,75        | 2 313       | 49,19       |
|           | Armand Berthou  | PS        | 1 155        | 26,13        | 2 389       | 50,81       |
|           | Albert Larher * | PSU       | 868          | 19,63        |             |             |
|           | Jean Salou      | PCF       | 825          | 18,65        |             |             |
|           |                 |           |              |              |             |             |
| Inscrits  | Inscrits        | Inscrits  | 5 933        | 100,00       | 5 933       | 100,00      |
| Votants   | Votants         | Votants   | 4 484        | 75,58        | 4 810       | 81,07       |
| Exprimés  | Exprimés        | Exprimés  | 4 423        | 98,64        | 4 702       | 97,76       |

*sortant

### Canton de Pont-Aven
| Candidats | Candidats      | Étiquette | Premier tour | Premier tour |
| Candidats | Candidats      | Étiquette | Voix         | %            |
| --------- | -------------- | --------- | ------------ | ------------ |
|           | Louis Orvoën * | CD        | 4 535        | 65,63        |
|           | Yves Cotty     | PCF       | 1 575        | 22,79        |
|           | Lucien Nilias  | PS        | 800          | 11,58        |
|           |                |           |              |              |
| Inscrits  | Inscrits       | Inscrits  | 12 150       | 100,00       |
| Votants   | Votants        | Votants   | 7 052        | 58,04        |
| Exprimés  | Exprimés       | Exprimés  | 6 910        | 7,99         |

*sortant

### Canton de Quimper
| Candidats | Candidats           | Étiquette | Premier tour | Premier tour | Second tour | Second tour |
| Candidats | Candidats           | Étiquette | Voix         | %            | Voix        | %           |
| --------- | ------------------- | --------- | ------------ | ------------ | ----------- | ----------- |
|           | René Coadou *       | CD        | 8 371        | 42,27        | 10 506      | 48,87       |
|           | Léon Goraguer       | PS        | 7 047        | 35,58        | 10 994      | 51,13       |
|           | Jean-François Hamon | PCF       | 4 386        | 22,15        |             |             |
|           |                     |           |              |              |             |             |
| Inscrits  | Inscrits            | Inscrits  | 32 842       | 100,00       | 32 839      | 100,00      |
| Votants   | Votants             | Votants   | 20 072       | 61,12        | 22 086      | 67,26       |
| Exprimés  | Exprimés            | Exprimés  | 19 804       | 98,67        | 21 500      | 97,35       |

*sortant

### Canton de Quimperlé
| Candidats | Candidats         | Étiquette | Premier tour | Premier tour | Second tour | Second tour |
| Candidats | Candidats         | Étiquette | Voix         | %            | Voix        | %           |
| --------- | ----------------- | --------- | ------------ | ------------ | ----------- | ----------- |
|           | Jean Charter *    | Rad.      | 3 187        | 42,25        | 4 322       | 56,84       |
|           | Jean-Claude Petit | RI        | 2 750        | 36,46        | 3 282       | 43,16       |
|           | Jean Colas        | PCF       | 1 606        | 21,29        |             |             |
|           |                   |           |              |              |             |             |
| Inscrits  | Inscrits          | Inscrits  | 11 292       | 100,00       | 11 292      | 100,00      |
| Votants   | Votants           | Votants   | 7 669        | 67,92        | 7 843       | 69,46       |
| Exprimés  | Exprimés          | Exprimés  | 7 543        | 98,36        | 7 604       | 96,95       |

*sortant

### Canton de Saint-Renan
Paul Lareur (CD), élu depuis 1945 ne se représente pas.
| Candidats | Candidats         | Étiquette | Premier tour | Premier tour | Second tour | Second tour |
| Candidats | Candidats         | Étiquette | Voix         | %            | Voix        | %           |
| --------- | ----------------- | --------- | ------------ | ------------ | ----------- | ----------- |
|           | André Cheminant   | UDR       | 2 847        | 34,18        | 3 670       | 43,54       |
|           | Pierre Lucas      | App.RI    | 2 397        | 28,78        | 3 653       | 43,33       |
|           | Jean-René Le Gall | CD (*)    | 1 481        | 17,78        |             |             |
|           | Victor Martin     | App.RI    | 878          | 10,54        |             |             |
|           | Alain Créach      | PSU       | 531          | 6,38         | 564         | 6,69        |
|           | Émile Guérenneur  | PCF       | 195          | 2,34         |             |             |
|           | Charles Minguy    | CD        | -            | -            | 543         | 6,44        |
|           |                   |           |              |              |             |             |
| Inscrits  | Inscrits          | Inscrits  | 11 320       | 100,00       | 11 320      | 100,00      |
| Votants   | Votants           | Votants   | 8 393        | 74,14        | 8 511       | 75,19       |
| Exprimés  | Exprimés          | Exprimés  | 8 329        | 99,24        | 8 430       | 99,05       |

### Canton de Scaër
| Candidats | Candidats            | Étiquette     | Premier tour | Premier tour |
| Candidats | Candidats            | Étiquette     | Voix         | %            |
| --------- | -------------------- | ------------- | ------------ | ------------ |
|           | Christophe Poulichet | PCF           | 2 902        | 53,56        |
|           | Pierre Le Bourhis *  | UDR (ex CNIP) | 2 516        | 46,44        |
|           |                      |               |              |              |
| Inscrits  | Inscrits             | Inscrits      | 6 955        | 100,00       |
| Votants   | Votants              | Votants       | 5 568        | 80,06        |
| Exprimés  | Exprimés             | Exprimés      | 5 418        | 97,31        |

*sortant

### Canton de Sizun
| Candidats | Candidats          | Étiquette | Premier tour | Premier tour |
| Candidats | Candidats          | Étiquette | Voix         | %            |
| --------- | ------------------ | --------- | ------------ | ------------ |
|           | François Manac'h * | PS        | 2 152        | 94,30        |
|           | Jean-Louis Prigent | PCF       | 130          | 5,70         |
|           |                    |           |              |              |
| Inscrits  | Inscrits           | Inscrits  | 3 466        | 100,00       |
| Votants   | Votants            | Votants   | 2 487        | 71,76        |
| Exprimés  | Exprimés           | Exprimés  | 2 282        | 91,76        |

*sortant

### Canton de Taulé
| Candidats | Candidats         | Étiquette | Premier tour | Premier tour |
| Candidats | Candidats         | Étiquette | Voix         | %            |
| --------- | ----------------- | --------- | ------------ | ------------ |
|           | Jean-Yves Corre * | Rad       | 2 522        | 54,35        |
|           | Marie Jacq        | PSU       | 1 906        | 41,08        |
|           | René Le Bras      | PCF       | 212          | 4,57         |
|           |                   |           |              |              |
| Inscrits  | Inscrits          | Inscrits  | 6 266        | 100,00       |
| Votants   | Votants           | Votants   | 4 119        | 65,74        |
| Exprimés  | Exprimés          | Exprimés  | 4 063        | 98,64        |

*sortant